# François Thierry (policier)
Pour les articles homonymes, voir Thierry et François Thierry (homonymie).
François Thierry est un policier français, commissaire, ancien responsable de l'Office central pour la répression du trafic illicite des stupéfiants (OCRTIS). Il est jugé en 2024 pour « faux » et « destruction de preuves » par agent public, dans l'affaire de la fausse garde à vue de Sofiane Hambli en 2012, et acquitté.

## Carrière
Sorti de l’École nationale supérieure de la Police en 1994, il commence sa carrière à Nantes avant d'être muté à Pointe-à-Pitre, en Guadeloupe, pour lutter contre le trafic de stupéfiants, et en particulier les navires transportant de la cocaïne en provenance d'Amérique du Sud.
En 2001, il est nommé à la tête des unités opérationnelles de l’OCRTIS.
En 2006, le policier prend la direction du Service interministériel d'assistance technique (Siat), l'unité ultraconfidentielle qui, entre autres, chapeaute tous les agents infiltrés.
En 2009, il recrute comme informateur le baron de la drogue Sofiane Hambli qui vient d'être arrêté en Espagne.
François Thierry devient le dirigeant de l'OCRTIS en 2010.
En mars 2011, le ministre de l'Intérieur Claude Guéant vient saluer la saisie par l'OCRTIS de 7 tonnes de cannabis entrées par camion du Maroc via l’Espagne, dans les locaux de la direction centrale de la police judiciaire, à Nanterre. À sa suite, le commissaire divisionnaire François Thierry y prend la parole.
En mars 2016, François Thierry est muté à la sous-direction anti-terroriste (SDAT).
Il travaille ensuite à la délégation spécialisée dans le cyberterrorisme.
En 2024 il pilote la stratégie numérique de la police nationale.

## Affaires
La révélation des affaires reprochées soit aux douaniers, soit aux policiers reflète les rivalités entre policiers et douaniers engagés dans la lutte antidrogue. Elle se traduit par une compétition d'ambitions des chefs et une guerre des indics.
François Thierry est soupçonné d'avoir lui-même récupéré des valises de drogue à l'aéroport de Roissy à la suite de la divulgation d'une bande audio enregistrée le 21 septembre 2010 lors d’une réunion à la Direction nationale du renseignement et des enquêtes douanières. Une douanière affirme s'être  retrouvée face à François Thierry le 6 février 2010, et il aurait été là « toutes les semaines » selon une autre douanière en poste à Roissy. C'est à la suite de la divulgation de l'enregistrement audio qu'est confiée une enquête à l'OCTRIS et que sont mis en examen plusieurs agents des douanes soupçonnés d'avoir détourné de la drogue afin de rémunérer des indics. Parmi les mis en examen, la plupart des agents sont ceux qui avaient questionné les agissements de François Thierry lors de la réunion.
À la suite d’un courrier anonyme dénonçant les pratiques des douaniers, une enquête préliminaire est ouverte par l'OCRTIS en novembre 2011. En juin 2012, sept douaniers de l'aéroport de Roissy sont mis en garde à vue pour vol et corruption. Ces douaniers sont condamnés en mars 2022 pour avoir volé l’argent de trafiquants dont certains à une peine de prison ferme
En 2013, le commissaire Thierry est à l’origine de la saisie à Roissy d’1,3 tonne de cocaïne en provenance de Caracas, à la satisfaction du ministre de l'Intérieur Manuel Valls. Mais selon le quotidien Libération, l’affaire aurait été montée grâce à l’intervention de Sofiane Hambli, qui aurait récupéré plusieurs centaines de kilos de cocaïne en marge de l’opération contre une rémunération de 45 000 euros.
En mars 2015, François Thierry sollicite le juge d’instruction lyonnais, Bertrand Grain, pour mettre en place une mesure d’infiltration des trafiquants présumés. « il était convenu que les convois de stups s'inscrivant dans ce cadre ne devaient concerner “que” quelques centaines de kilos de cannabis ». Ces convois dans le cadre de « livraison surveillée » auraient alors dû faire l'objet d'une commission rogatoire spécifique, mesure qui n'a jamais été requise. L’opération s’appuie principalement sur Sofiane Hambli, l’un des plus gros trafiquants français et à ce moment en libération conditionnelle, devenu le principal indic de François Thierry, et dont l’avocate est la compagne de François Thierry.
Le 17 octobre 2015, sept tonnes de cannabis sont découvertes par les douanes dans des camionnettes stationnées boulevard Exelmans à Paris. Le cannabis avait été importé dans le cadre d'une opération policière. Cette saisie met à jour les liaisons dangereuses entre François Thierry, et Sofiane Hambli,. François Thierry est soupçonné d’avoir couvert l’importation par son informateur Sofiane Hambli de dizaines de tonnes de cannabis. François Thierry est convoqué à un conseil de discipline le 16 décembre 2021, et reçoit un blâme en février 2022 ce qui revient à être « quasiment blanchi par sa hiérarchie policière ».
En 2016, Hubert Avoine, un ancien « infiltré » accuse François Thierry de lui avoir demandé de garder, entre mars et avril 2012, 19 tonnes de cannabis dans une villa à Estepona, au sud de Marbella, sur la costa del Sol. Pendant 20 jours, cinq policiers français auraient déchargé des ballots de cannabis en provenance du Maroc via des bateaux pneumatiques. La drogue serait remontée vers la France par go fast pour le compte de Sofiane Hambli, dont une partie des voitures aurait été interceptée par la douane ,. En mai 2016, le journaliste Emmanuel Fansten reprend ces accusations dans un article de Libération, qui s'accompagne d'un éditorial de Johan Hufnagel. François Thierry poursuit les deux journalistes en diffamation, et sera débouté en appel en 2022,.
Au printemps 2017, Hubert Avoine, ancien infiltré dans le milieu de la drogue, ayant travaillé pour l’Office central de répression du trafic illicite de stupéfiants (OCRTIS) dont François Thierry était le chef, publie avec le journaliste Emmanuel Fansten le livre L’Infiltré. Il y met en lumière les méthodes troubles de la lutte anti-drogue dont il avait été le témoin : proximité entre voyous et policiers, disparition de marchandises ou de billets, importations de stupéfiants sous escorte policière. Hubert Avoine décèdera d'un cancer en 2018. François Thierry poursuit en justice pour diffamation Emmanuel Fansten, mais il est condamné en 2022 pour procédure abusive. En novembre 2021, Fabrice Drouelle s'inspire de l'ouvrage pour un épisode de sa série radiophonique Affaires sensibles. Il complète le récit par une interview d'Emmanuel Fansten. Thierry de Peretti s'inspire de cette affaire et de l'ouvrage L’Infiltré pour tourner en 2021 le film Enquête sur un scandale d’État,.
En mars 2017, il est placé en garde à vue par l'Inspection Générale de la Police Nationale. En signe de protestation contre sa mise en examen, 70 policiers de l'OCRTIS déposent leurs armes,. En octobre 2017, la procureure générale de Paris lui retire son habilitation d'officier de police judiciaire. Il est accusé par l'Inspection générale de la police nationale (IGPN) d'avoir organisé un « système d'importation de cannabis en France » en s'appuyant sur ses indics. Il est mis le 1er mars 2017 en garde à vue dans les locaux de l'IGPN,. François Thierry est l'objet d'une double instruction judiciaire à Lyon et à Bordeaux. Il est mis en examen pour « faux et complicité de faux en écriture publique par dépositaire de l'autorité publique » et « complicité de trafic de stupéfiants » et « participation à une association de malfaiteurs »,. À la suite de l'instruction judiciaire menée à Lyon sur une fausse garde à vue, le parquet requiert, en juillet 2022, le renvoi de François Thierry devant les assises pour « faux en écriture publique » et « destruction de preuve »,.
À la suite des affaires liées aux méthodes de «livraisons surveillées»  associées au nom de François Thierry, l'exécutif vise, en septembre 2019, à tourner la page des scandales attachés à lutte contre le trafic des stupéfiants qui ont nui à la réputation de l'OCRTIS sur fond de politique du chiffre, de rivalités entre services et de crise de confiance entre policiers et magistrats. L'OFAST, rattachée à la direction centrale de la police judiciaire (DCPJ), est chargée de coordonner la lutte contre le trafic de stupéfiants sur le territoire français. Son équipe est ouverte aux gendarmes, douaniers et magistrats.
Le 12 décembre 2023, le parquet de Bordeaux requiert un non-lieu pour l’ancien chef de la lutte antistupéfiants, l'enquête n’ayant pas « démontré d’éléments intentionnels de François Thierry pour favoriser le trafic perpétré par Sofiane Hambli », qui était alors son informateur.
Il est jugé à Lyon à partir du 23 septembre 2024, pour avoir organisé une fausse garde à vue d'un trafiquant recruté comme indicateur, lui permettant de suivre une « livraison surveillée » de stupéfiants. La cour criminelle du Rhône le fait comparaitre pour « faux en écriture publique par personne dépositaire de l'autorité publique et destruction de preuves ». L'avocat général requiert l’interdiction définitive d’exercer et quatre ans de prison, assortis d’un sursis simple. Vendredi 27 septembre, les cinq magistrats de la cour criminelle ont acquitté François Thierry, considérant qu’il avait agi « avec l’accord du parquet de Paris »,,,.

### Émissions de radio
- Fabrice Drouelle, « L’affaire François Thierry, trafics d'État » [audio], sur franceinter.fr, affaires sensibles, 3 novembre 2021